# Arcidiocesi di Aracaju

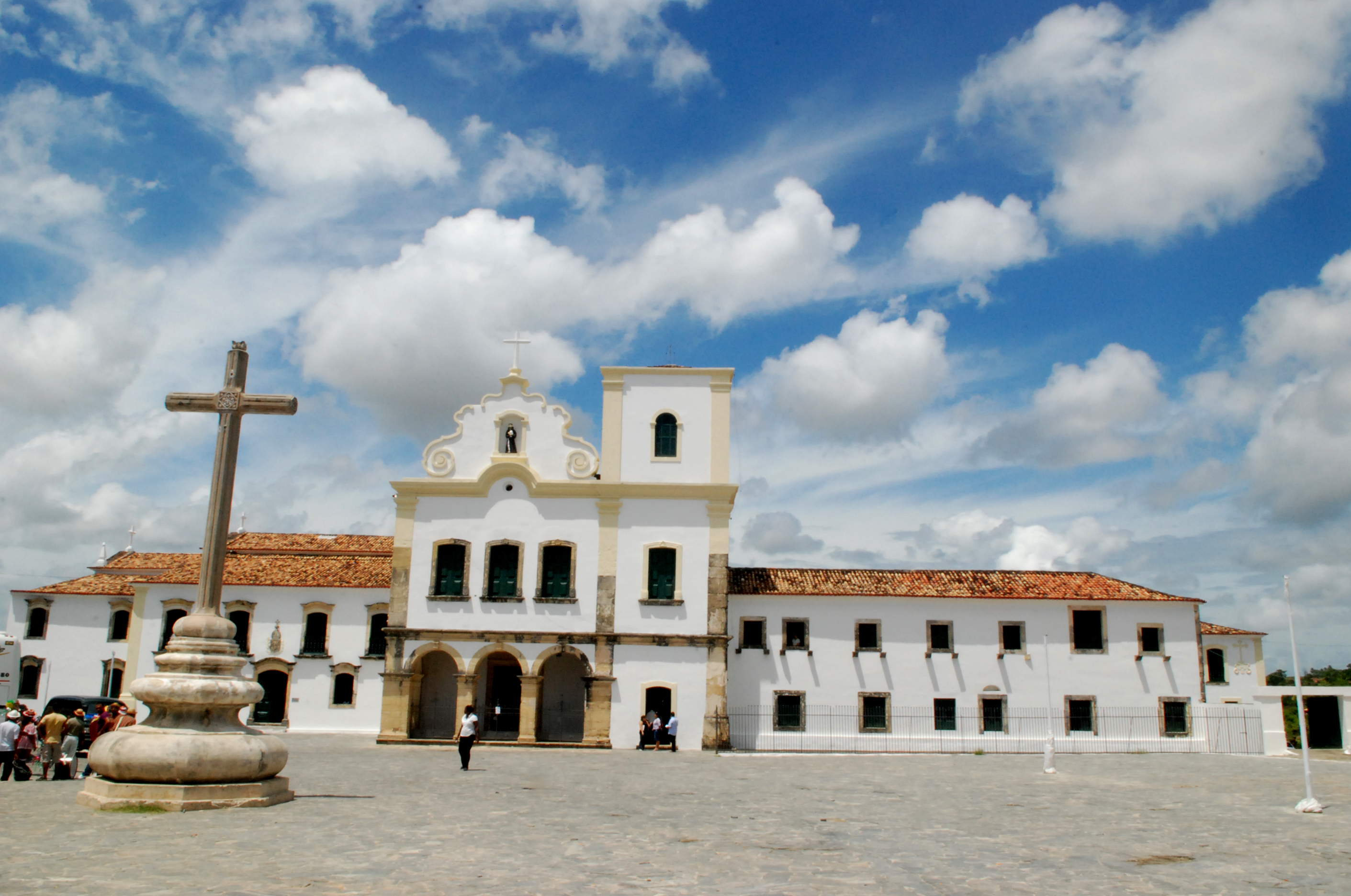
São Cristóvão, piazza San Francesco, con la chiesa e il convento, patrimoni dell'umanità.

L'arcidiocesi di Aracaju (in latino Archidioecesis Aracaiuensis) è una sede metropolitana della Chiesa cattolica in Brasile. Nel 2023 contava 1.004.576 battezzati su 1.435.108 abitanti. È retta dall'arcivescovo Josafá Menezes da Silva.

## Territorio
L'arcidiocesi comprende 28 comuni nella parte centrale dello stato brasiliano di Sergipe: Aracaju, Areia Branca, Barra dos Coqueiros, Campo do Brito, Capela, Carira, Carmópolis, Cumbe, Divina Pastora, Frei Paulo, Itabaiana, Itaporanga d'Ajuda, Laranjeiras, Macambira, Malhador, Maruim, Moita Bonita, Nossa Senhora Aparecida, Nossa Senhora das Dores, Nossa Senhora do Socorro, Riachuelo, Ribeirópolis, Rosário do Catete, Santa Rosa de Lima, Santo Amaro das Brotas, São Cristóvão, São Domingos e Siriri.
Sede arcivescovile è la città di Aracaju, dove si trova la cattedrale dell'Immacolata Concezione.
Il territorio si estende su 7.019 km² ed è suddiviso in 112 parrocchie, raggruppate in 4 vicariati.

### Provincia ecclesiastica
La provincia ecclesiastica di Aracaju, istituita nel 1960, comprende 2 suffraganee:
- diocesi di Estância,
- diocesi di Propriá.

## Storia
La diocesi di Aracaju fu eretta il 3 gennaio 1910 con la bolla Divina disponente clementia di papa Pio X, ricavandone il territorio dall'arcidiocesi di San Salvador di Bahia.
Il 13 febbraio 1920 entrò a far parte della provincia ecclesiastica dell'arcidiocesi di Maceió.
Il 30 aprile 1960 cedette porzioni del suo territorio a vantaggio dell'erezione delle diocesi di Estância e di Propriá e contestualmente è stata elevata al rango di arcidiocesi metropolitana con la bolla Ecclesiarum omnium di papa Giovanni XXIII.

## Cronotassi dei vescovi
Si omettono i periodi di sede vacante non superiori ai 2 anni o non storicamente accertati.
- José Tomas Gomes da Silva † (12 maggio 1911 - 31 ottobre 1948 deceduto)
- Fernando Gomes dos Santos † (1º febbraio 1949 - 7 marzo 1957 nominato arcivescovo di Goiânia)
- José Vicente Távora † (20 novembre 1957 - 3 aprile 1970 deceduto)
- Luciano José Cabral Duarte † (12 febbraio 1971 - 26 agosto 1998 dimesso)
- José Palmeira Lessa (26 agosto 1998 succeduto - 18 gennaio 2017 ritirato)
- João José da Costa, O.Carm. (18 gennaio 2017 succeduto - 19 luglio 2023 dimesso)[1]
- Josafá Menezes da Silva, dal 13 marzo 2024

## Statistiche
L'arcidiocesi nel 2023 su una popolazione di 1.435.108 persone contava 1.004.576 battezzati, corrispondenti al 70,0% del totale.
| anno | popolazione | popolazione | popolazione | presbiteri | presbiteri | presbiteri | presbiteri                | diaconi | religiosi | religiosi | parrocchie |
| anno | battezzati  | totale      | %           | numero     | secolari   | regolari   | battezzati per presbitero | diaconi | uomini    | donne     | parrocchie |
| ---- | ----------- | ----------- | ----------- | ---------- | ---------- | ---------- | ------------------------- | ------- | --------- | --------- | ---------- |
| 1950 | 537.698     | 542.326     | 99,1        | 66         | 50         | 16         | 8.146                     |         | 16        | 105       | 42         |
| 1958 | 700.000     | 900.000     | 77,8        | 57         | 43         | 14         | 12.280                    |         | 16        | 161       | 47         |
| 1966 | ?           | 450.000     | ?           | 66         | 44         | 22         | ?                         |         | 21        | 160       | 27         |
| 1968 | 465.285     | ?           | ?           | 63         | 43         | 20         | 7.385                     | ?       | 22        | 150       | 29         |
| 1976 | 442.029     | 455.745     | 97,0        | 43         | 29         | 14         | 10.279                    |         | 25        | 185       | 27         |
| 1977 | 432.000     | 456.100     | 94,7        | 45         | 29         | 16         | 9.600                     |         | 19        | 180       | 30         |
| 1990 | 562.000     | 634.000     | 88,6        | 46         | 33         | 13         | 12.217                    |         | 13        | 186       | 37         |
| 1999 | 739.631     | 963.598     | 76,8        | 106        | 59         | 47         | 6.977                     | 1       | 50        | 112       | 46         |
| 2000 | 745.000     | 971.000     | 76,7        | 64         | 46         | 18         | 11.640                    | 2       | 22        | 185       | 60         |
| 2001 | 813.000     | 1.059.916   | 76,7        | 58         | 45         | 13         | 14.017                    | 1       | 16        | 200       | 56         |
| 2002 | 821.000     | 1.069.000   | 76,8        | 65         | 49         | 16         | 12.630                    | 1       | 19        | 200       | 58         |
| 2003 | 845.000     | 1.098.000   | 77,0        | 69         | 53         | 16         | 12.246                    | 1       | 32        | 201       | 62         |
| 2004 | 930.000     | 1.080.395   | 86,1        | 83         | 63         | 20         | 11.204                    | 2       | 37        | 150       | 68         |
| 2006 | 988.321     | 1.108.086   | 89,2        | 72         | 58         | 14         | 13.726                    | 2       | 52        | 315       | 69         |
| 2012 | 1.069.000   | 1.272.000   | 84,0        | 135        | 110        | 25         | 7.918                     | 22      | 33        | 208       | 88         |
| 2015 | 1.095.000   | 1.303.000   | 84,0        | 157        | 127        | 30         | 6.974                     | 21      | 144       | 232       | 104        |
| 2018 | 974.665     | 1.392.380   | 70,0        | 159        | 121        | 38         | 6.129                     | 40      | 138       | 212       | 110        |
| 2020 | 1.004.576   | 1.435.108   | 70,0        | 166        | 132        | 34         | 6.051                     | 40      | 134       | 149       | 109        |
| 2022 | 992.890     | 1.431.059   | 69,4        | 133        | 133        |            | 7.465                     | 38      | 100       | 176       | 112        |
| 2023 | 1.004.576   | 1.435.108   | 70,0        | 164        | 129        | 35         | 6.125                     | 46      | 136       | 112       | 112        |